# Jiangyan
Jiangyan, tidigare romaniserat Kiangyen, är en stadsdistrikt i Taizhou i Jiangsu-provinsen i Folkrepubliken Kina.
Orten var ursprungligen ett härad och hette länge Tai härad (kinesiska: 泰县?, pinyin: Tāi xiàn). 1994 ombildades orten till en stad på häradsnivå och i december 2012 blev Jiangyan ett stadsdistrikt i Taizhou.
Staden är känd för Qintong drakbåtsfestival, som har anor tillbaka till Mingdynastin. Den berömde Pekingoperaartisten Mei Lanfang härstammar från staden och den kinesiske politikern Hu Jintao föddes också här.